# Maisprach
Maisprach is een gemeente en plaats in het Zwitserse kanton Basel-Landschaft, en maakt deel uit van het district Sissach.
Maisprach telt 938 inwoners.